# 1867年堪萨斯州曼哈顿地震
1867年曼哈顿地震是协调世界时1867年4月24日20点22分（当地时间下午14点30分左右）美国堪萨斯州赖利县发生的强烈地震，也是该州有纪录以来的最强地震，震央位于县城曼哈顿附近，等震线图表明地震震级为5.1级。
据美国地质调查局记载，此次地震的最大感知烈度为麦加利地震烈度表7（Ⅶ）度（“很强”），对堪萨斯州、艾奥瓦州和密苏里州构成轻度破坏。超过50万平方公里地区有震感，印第安纳州和伊利诺伊州均能感觉到地震，俄亥俄州也可能有震感，但未经证实。
曼哈顿位于长距离背斜结构内马赫隆起附近，周围有多处断层为界，其中洪堡断层威胁较大。堪萨斯州不以地震活动闻名，但随时可能发生。美国地质调查局2016年公布的地震危害地图估计该州下一年发生重大地震的几率不超过1%，但也有科学家认为堪萨斯州可能发生七级地震。

## 背景和地质

洪堡断层（绿）与北美中大陆裂谷系（红）在堪萨斯州和内布拉斯加州的位置

地震震中位于堪萨斯州曼哈顿附近，该镇是赖利县县城，地处堪萨斯河与毕蓝河（Big Blue River）交汇处。附近的内马赫隆起（Nemaha Ridge）属长距离背斜结构，是已有三亿年历史的前寒武纪花岗岩层，周围有多处断层为界，此次地震很可能就是由断层引起。内马赫隆起的东侧边界是洪堡断层（Humboldt Fault），堪萨斯州大部分地震都是该断层产生。洪堡断层从二叠纪岩层切过，属平移断层，每年至少会发生几次震级小于2.7级的地震。学界一度认为前寒武纪形成的花岗岩层结构简单，但美国地质学会觉得洪堡断层可能非常复杂。
北美中大陆裂谷系的玄武岩层已有11亿年历史，东侧约80公里就是内马赫隆起。这片大陆裂谷系北至苏必利尔湖及周边地区，南面在堪萨斯州突然终止。该州还有中堪萨斯隆起，关联的断层曾在20世纪80年代后期发生多起轻微地震。据美国地质调查局地球物理学家唐·史蒂夫斯（Don Steeples）统计，截止20世纪80年代，洪堡断层地区的地震持续减少，中堪萨斯隆起恰恰相反。
1867年曼哈顿地震的震感面积达50万平方公里，另有来源认为是78万平方公里或25万平方公里。此次地震遵循北美中大陆地震规律：同美国沿海地震不同，该国中部和中东部土壤质地坚硬，一旦发生地震，波及面积极其广阔，而且堪萨斯州的地震震源深度大都很浅，导致震感范围进一步扩大。1867年后，该州至少发生地震25起，曼哈顿以北约16公里的波特瓦特米县境内也曾发生强烈地震，但1867年这场依然是堪萨斯州有纪录以来的最强地震。2016年，美国发生另一起5.1级地震，震中位于俄克拉何马州，曼哈顿地区震感强烈。据《美国地质学会公报》（Bulletin of the Seismological Society of America）记载，堪萨斯州平均每40到45年会发生一起中等强度地震；另有研究表明，该州1977年12月至1989年6月共发生上百起里式规模0.8至4.0级地震。

## 影响
协调世界时1867年4月24日20点22分（当地时间下午14点30分左右），曼哈顿发生最大感知烈度为七度的地震，属“很强”级别，包括堪萨斯州22个县在内的广阔地区受到轻度破坏，多人受伤。地震造成墙壁断裂，烟囱倒塌，部分建筑受损，甚至石质建筑都出现松动。震中附近的曼哈顿钟表停摆，居民受到惊吓并感受到电击，次日凌晨三到四点还发生余震。曼哈顿及其他多个社区因位处冲积河谷导致灾情加重。
位于波特瓦特米县城市沃米戈（Wamego）以南约4.8公里的农场因地震引起土壤液化，沃米戈以北的路易斯维尔（Louisville）马匹摔倒，路易斯维尔和莱文沃思县城市莱文沃思（Leavenworth）均有烟囱倒塌。迈阿密县县城保拉（Paola）某共和党报社的办公大楼墙壁倒塌，堪萨斯河的波浪有0.6米高。艾奇逊受到两次冲击，药店的灯和瓶子掉落，许多建筑晃动，河水短暂中断。该市建筑没有出现损伤，但人们还是跑到大街上避险。

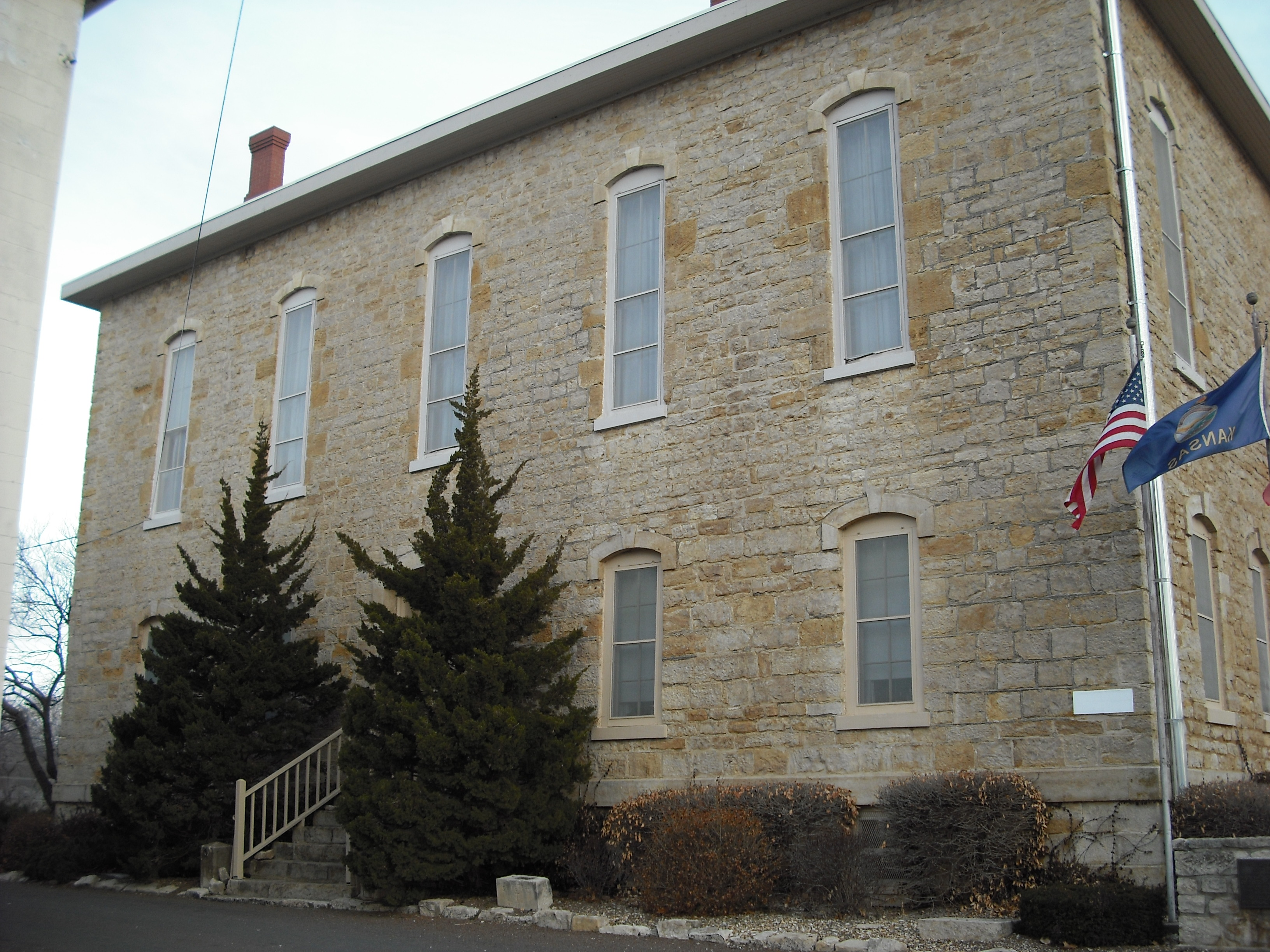
位于道格拉斯县莱康普顿的莱恩大学楼房（图）同样受到此次地震冲击

莱昂县县城恩波里亚（Emporia）地震期间出现低沉的隆隆声，窗户嘎嘎作响，货架商品掉落，人们尽快逃出建筑，该市的砖石建筑比框架建筑破坏程度严重。斯科特堡只出现震动感，艾伦县艾奥拉（Iola）的房屋和餐具摇晃。杰克逊县县城霍尔顿（Holton）货架上的商品掉落，建筑晃动。马歇尔县欧文（Irving）镇居民也在地震前听到隆隆声，强烈震颤持续约30秒，章克申城建筑剧烈摇动，移动幅度达数英寸。堪萨斯城墙壁开裂，桌子移动，杯中的水晃出，墙壁石膏破裂，引起公众恐慌。
劳伦斯在30秒内地震三次而且也能听到隆隆声，门窗剧烈晃动，墙壁石膏破裂，当地教堂的石块松脱，银器和玻璃器皿嘎嘎作响，居民家中炉灶翻倒。莱文沃思也在30秒内地震三次并伴有隆隆声，钟表停摆，一名男子摔下干草堆。某民房石膏从地面沿墙壁一直开裂到天花板，靠在墙上的锯移动15厘米，一名女子受到泉水电击。位于道格拉斯县莱康普顿（Lecompton）的莱恩大学（Lane University）楼房摇晃，马歇尔县县城马里斯维尔（Marysville）某高中建筑同样晃动剧烈。
蒙哥马利县正在行车的居民没有感觉到地震。林县县城茂德市（Mound City）、富兰克林县县城渥太华（Ottawa）、杰佛逊县县城奥斯卡卢萨以及奥拉西的建筑摇晃。保拉站立的人地震时差点摔倒。太平洋铁路位于所罗门（Solomon）境内路段一辆火车晃动剧烈，车上人员停车撤离，以防锅炉爆炸。堪萨斯州首府托皮卡某循道宗教堂的天花板折弯，还有一所校舍几乎所有窗户损毁。多尼芬县怀特克劳德（White Cloud）市民感觉到两次震动，怀恩多特县居民在熟睡中惊醒。
艾奥瓦州迪比克墙壁石膏掉落，德梅因楼房晃动，居民受到惊吓；密苏里州利文斯顿县的奇利科西（Chillicothe）同样有建筑石膏开裂或掉落，另有报道表明两州均有墙壁开裂、水井受损，屋顶瓦片掉落。迪比克发生三次震动，令燃气灶振荡，椅子、报箱晃动，窗户嘎嘎作响，砖墙破孔，居民陷入恐慌。圣约瑟夫同样能听到隆隆声，部分窗户破损，多名女子晕倒。该市某学校新建成的楼房砖墙从地面向上开裂数英尺，人们逃到街上避祸。约翰逊县沃伦斯堡（Warrensburg）教堂的墙壁晃动，但没有造成破坏。据美国地质调查局记载，地震的影响范围还延伸到印第安纳州和伊利诺伊州，另有来源称俄亥俄州辛辛那提社区迦太基（Carthage）约有0.4公顷地面均匀下沉三米，各方向都形成三米高的垂直墙壁，但消息没有得到证实。
《芝加哥论坛报》发表一系列文章，详细介绍堪萨斯州各地灾情，其中《堪萨斯城》（At Kansas City）一文详细描述房屋突然震动下发生共振，产生雷鸣般巨响的情景。《堪萨斯州莱文沃思》（At Leavenworth, Kansas）一文表示，人们对地震措不及防，“来得突然，去得也快”。这些报道表明该州此前很少发生地震，“所有人都有些吃惊，而且都很害怕。”

## 未来的威胁

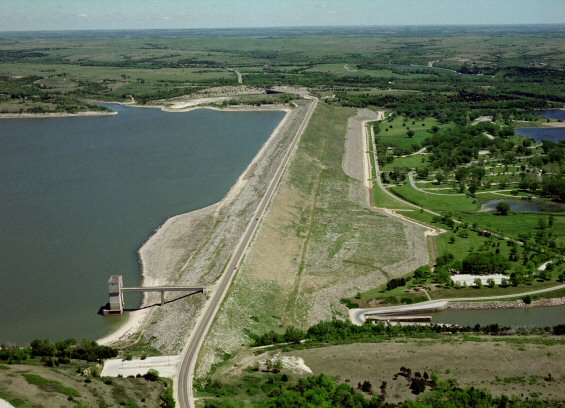
位于曼哈顿以北不远的塔特尔溪大坝和水库

堪萨斯州不以地震活动闻名，但是一旦发生强烈地震就会构成重大威胁。内马赫隆起依然活跃，所以地震很可能是周围的断层引起。与内马赫隆起相邻的洪堡断层地区以西仅19公里处就是塔特尔溪水库，水库距曼哈顿也很近，如果发生强烈地震，大坝很可能崩溃，奔腾而出的洪水会将周边地区淹没，直接威胁1.3万居民和5900户民房。美国陆军工兵部队得出的结论是：“5.7至6.6级（的中级强度地震）就能把水坝下的沙子液化成流沙，导致大坝外扩，坝顶沉降约0.9米”。如果发生强烈地震，大坝会开裂，洪水冲出，进而整个坝体坍塌。威胁大坝安全的地震平均每1800年会发生一次，为此美国陆军工兵部队设法加固水坝，建起350余堵墙代替地震中会移动的沙子，还在各处安装传感器，一旦感应到地震就会向附近居民发警报。
2013年至今，堪萨斯州测得500多次地震，其中绝大多数是因为远古时代的断层恢复活跃。2016年，美国地质调查局针对该州发布地震危害地图，估计下一年发生重大地震的几率不超过1%。塞奇威克县和威奇托县的建筑法规标准偏低，导致建筑抗震能力不足，地方官员为此建议修改法规。美国地质调查局的科学家认为，堪萨斯州依然有可能发生七级强烈地震，震源与1867年一样是内马赫隆起。

## 脚注
1. 1 2 3 4 5 6 7 8 9 10  Stover & Coffman 1993，第236頁.
2. 1 2 3 4 5 6  LJW.
3. 1 2 3  kansascity.
4. ↑  Wasowski, Giordan & Lollino 2017，第206頁.
5. ↑  Steeples, DuBois & Wilson 1979，第134–138頁.
6. ↑  KGS4.
7. ↑  Small Kansas earthquakes shift westward.
8. 1 2 3  DuBois & Wilson 1978，第9頁.
9. 1 2  DuBois & Wilson 1978，第16頁.
10. ↑  DuBois & Wilson 1978，第2頁.
11. ↑  Today in Earthquake History.
12. ↑  Magnitude-5.1 earthquake shakes Kansas, Oklahoma.
13. 1 2  Merriam 1956，第87頁.
14. ↑  KGS5.
15. 1 2  CTAKC.
16. ↑  DuBois & Wilson 1978，第9–15頁.
17. 1 2 3  DuBois & Wilson 1978，第11頁.
18. 1 2 3  DuBois & Wilson 1978，第15頁.
19. ↑  DuBois & Wilson 1978，第4頁.
20. ↑  DuBois & Wilson 1978，第4–6頁.
21. 1 2 3  DuBois & Wilson 1978，第13頁.
22. ↑  DuBois & Wilson 1978，第10頁.
23. 1 2  DuBois & Wilson 1978，第14頁.
24. ↑  DuBois & Wilson 1978，第9–10頁.
25. ↑  ALK.